# ديسبليتوصور
الديسبليتوصور (باللاتينية: Daspletosaurus) هو ديناصور لاحم عاش في أواخر العصر الطباشيري. يزن الديناصور 3 أطنان ويَبلغ ارتفاعه 3 أمتار وطوله 9 أمتار . عُثرَ على هياكله العظمية في قارة أميركا الشمالية، وقد عُرفَ عن هذا الديناصور أنه يُشبه الديناصور الشهير تيرانوصور ريكس إلى حد كبير، ولكنه أصغر حجماً من سابقه. واعتقد أكثر العلماء أنه نسخة أكثر بلوغاً من ابن عمه المعاصر الألبرتوصور، إلا أنهم اكتشفوا عكس ذلك لاحقاً، فقد كان شبيهاً أكثر بالتيرانوصور، ولكن كنسخةٍ مصغرة منه.